# Kurtzenhouse
 Kurtzenhouse (en alsacià Kurzehüse) és un municipi francès, situat a la regió del Gran Est, al departament del Baix Rin. L'any 1999 tenia 884 habitants.
Forma part del cantó de Brumath, del districte de Haguenau-Wissembourg i de la Comunitat de comunes de la Basse-Zorn.

## Demografia
| 1962 | 1968 | 1975 | 1982 | 1990 | 1999 |
| ---- | ---- | ---- | ---- | ---- | ---- |
| 714  | 723  | 758  | 877  | 894  | 884  |

## Administració
| Període | Identitat              | Partit |
| ------- | ---------------------- | ------ |
| 2001-   | Jean-Georges Bildstein |        |